# 赵皖平
赵皖平（1966年—），河北平山人，汉族，中华人民共和国政治人物、第十二届全国人民代表大会安徽地区代表。
毕业于南京大学行政管理专业，加入中国民主建国会。2013年，被选为全国人大代表。2018年2月24日，当选为第十三届全国人大代表。